# Elencos da AG2R La Mondiale
A equipe de ciclismo Decathlon AG2R La Mondiale Team teve, em sua história, os seguintes elencos:

## 2013
| Integrantes da equipe 2013                 | Integrantes da equipe 2013 | Integrantes da equipe 2013            | Integrantes da equipe 2013 |
| Ciclista                                   | Data de nascimento         | Equipe anterior                       |                            |
| ------------------------------------------ | -------------------------- | ------------------------------------- | -------------------------- |
| Davide Appollonio                          | 2 junho 1989               | Team Sky (2012)                       |                            |
| Gediminas Bagdonas                         | 26 dezembro 1985           | An Post-Sean Kelly (2012)             |                            |
| Romain Bardet                              | 9 novembro 1990            | Chambéry CF (2011)                    |                            |
| Manuel Belletti                            | 14 outubro 1985            | Colnago-CSF Inox (2011)               |                            |
| Julien Bérard                              | 27 julho 1987              | Chambéry CF (2009)                    |                            |
| Carlos Alberto Betancur                    | 13 outubro 1989            | Acqua & Sapone (2012)                 |                            |
| Guillaume Bonnafond                        | 23 junho 1987              | Chambéry CF (2008)                    |                            |
| Maxime Bouet                               | 3 novembro 1986            | Agritubel (2009)                      |                            |
| Frédéric Brun (1 ago.–31 dez., trainee)    | 18 agosto 1988             | Bourg-en-Bresse Ain Cyclisme (2013)   |                            |
| Steve Chainel                              | 6 setembro 1983            | FDJ-BigMat (2012)                     |                            |
| Gabriel Chavanne (1 ago.–31 dez., trainee) | 20 janeiro 1992            | Chambéry CF (2013)                    |                            |
| Mikaël Cherel                              | 17 março 1986              | FDJ (2010)                            |                            |
| Axel Domont                                | 7 agosto 1990              | Chambéry CF (2012)                    |                            |
| Samuel Dumoulin                            | 20 agosto 1980             | Cofidis, le Crédit en Ligne (2012)    |                            |
| Hubert Dupont                              | 13 novembro 1980           | RAGT Semences (2005)                  |                            |
| John Gadret                                | 22 abril 1979              | Jartazi Revor (2005)                  |                            |
| Ben Gastauer                               | 14 novembro 1987           | Chambéry CF (2009)                    |                            |
| Sylvain Georges                            | 1 maio 1984                | Big Mat-Auber 93 (2011)               |                            |
| Hugo Houle                                 | 27 setembro 1990           | SpiderTech-C10 (2012)                 |                            |
| Yauheni Hutarovich                         | 29 novembro 1983           | FDJ-BigMat (2012)                     |                            |
| Valentin Iglinskiy                         | 12 maio 1984               | Astana (2012)                         |                            |
| Blel Kadri                                 | 3 setembro 1986            | AG2R-La Mondiale (2008)               |                            |
| Julian Kern                                | 28 dezembro 1989           | Leopard-Trek Continental (2012)       |                            |
| Pierre Latour (1 ago.–31 dez., trainee)    | 12 outubro 1993            | Chambéry CF (2013)                    |                            |
| Sébastien Minard                           | 12 junho 1982              | Cofidis, le Crédit en Ligne (2010)    |                            |
| Lloyd Mondory                              | 26 abril 1982              |                                       |                            |
| Matteo Montaguti                           | 6 janeiro 1984             | De Rosa-Stac Plastic (2010)           |                            |
| Rinaldo Nocentini                          | 25 setembro 1977           | Acqua & Sapone - Caffè Mokambo (2006) |                            |
| Jean-Christophe Péraud                     | 22 maio 1977               | Omega Pharma-Lotto (2010)             |                            |
| Domenico Pozzovivo                         | 30 novembro 1982           | Colnago-CSF Inox (2012)               |                            |
| Anthony Ravard                             | 28 setembro 1983           | Agritubel (2009)                      |                            |
| Christophe Riblon                          | 17 janeiro 1981            | CC Nogent-sur-Oise (2004)             |                            |
|                                            |                            |                                       |                            |
| Fonte: ProCyclingStats                     |                            |                                       |                            |

## 2014
| Integrantes da equipe 2014                | Integrantes da equipe 2014 | Integrantes da equipe 2014            | Integrantes da equipe 2014 |
| Ciclista                                  | Data de nascimento         | Equipe anterior                       |                            |
| ----------------------------------------- | -------------------------- | ------------------------------------- | -------------------------- |
| Davide Appollonio                         | 2 junho 1989               | Team Sky (2012)                       |                            |
| Gediminas Bagdonas                        | 26 dezembro 1985           | An Post-Sean Kelly (2012)             |                            |
| Romain Bardet                             | 9 novembro 1990            | Chambéry CF (2011)                    |                            |
| Julien Bérard                             | 27 julho 1987              | Chambéry CF (2009)                    |                            |
| Carlos Alberto Betancur                   | 13 outubro 1989            | Acqua & Sapone (2012)                 |                            |
| François Bidard (1 ago.–31 dez., trainee) | 19 março 1992              | CR4C Roanne (2013)                    |                            |
| Guillaume Bonnafond                       | 23 junho 1987              | Chambéry CF (2008)                    |                            |
| Maxime Bouet                              | 3 novembro 1986            | Agritubel (2009)                      |                            |
| Steve Chainel                             | 6 setembro 1983            | FDJ-BigMat (2012)                     |                            |
| Mikaël Cherel                             | 17 março 1986              | FDJ (2010)                            |                            |
| Maxime Daniel                             | 5 junho 1991               | Sojasun (2013)                        |                            |
| Nico Denz (1 ago.–31 dez., trainee)       | 15 fevereiro 1994          | Chambéry CF (2014)                    |                            |
| Axel Domont                               | 7 agosto 1990              | Chambéry CF (2012)                    |                            |
| Samuel Dumoulin                           | 20 agosto 1980             | Cofidis, le Crédit en Ligne (2012)    |                            |
| Hubert Dupont                             | 13 novembro 1980           | RAGT Semences (2005)                  |                            |
| Ben Gastauer                              | 14 novembro 1987           | Chambéry CF (2009)                    |                            |
| Damien Gaudin                             | 20 agosto 1986             | Team Europcar (2013)                  |                            |
| Alexis Gougeard                           | 5 março 1993               | USSA Pavilly Barentin (2013)          |                            |
| Patrick Gretsch                           | 7 abril 1987               | Argos-Shimano (2013)                  |                            |
| Hugo Houle                                | 27 setembro 1990           | SpiderTech-C10 (2012)                 |                            |
| Yauheni Hutarovich                        | 29 novembro 1983           | FDJ-BigMat (2012)                     |                            |
| Blel Kadri                                | 3 setembro 1986            | AG2R-La Mondiale (2008)               |                            |
| Julian Kern                               | 28 dezembro 1989           | Leopard-Trek Continental (2012)       |                            |
| Sébastien Minard                          | 12 junho 1982              | Cofidis, le Crédit en Ligne (2010)    |                            |
| Lloyd Mondory                             | 26 abril 1982              |                                       |                            |
| Matteo Montaguti                          | 6 janeiro 1984             | De Rosa-Stac Plastic (2010)           |                            |
| Rinaldo Nocentini                         | 25 setembro 1977           | Acqua & Sapone - Caffè Mokambo (2006) |                            |
| Jean-Christophe Péraud                    | 22 maio 1977               | Omega Pharma-Lotto (2010)             |                            |
| Domenico Pozzovivo                        | 30 novembro 1982           | Colnago-CSF Inox (2012)               |                            |
| Jimmy Raibaud (1 ago.–31 dez., trainee)   | 13 novembro 1991           | CR4C Roanne (2014)                    |                            |
| Christophe Riblon                         | 17 janeiro 1981            | CC Nogent-sur-Oise (2004)             |                            |
| Sébastien Turgot                          | 11 abril 1984              | Team Europcar (2013)                  |                            |
| Alexis Vuillermoz                         | 1 junho 1988               | Sojasun (2013)                        |                            |
|                                           |                            |                                       |                            |
| Fonte: ProCyclingStats                    |                            |                                       |                            |

## 2015
| Integrantes da equipe 2015                    | Integrantes da equipe 2015 | Integrantes da equipe 2015            | Integrantes da equipe 2015 |
| Ciclista                                      | Data de nascimento         | Equipe anterior                       |                            |
| --------------------------------------------- | -------------------------- | ------------------------------------- | -------------------------- |
| Gediminas Bagdonas                            | 26 dezembro 1985           | An Post-Sean Kelly (2012)             |                            |
| Jan Bakelants                                 | 14 fevereiro 1986          | Omega Pharma-Quick Step (2014)        |                            |
| Romain Bardet                                 | 9 novembro 1990            | Chambéry CF (2011)                    |                            |
| Julien Bérard                                 | 27 julho 1987              | Chambéry CF (2009)                    |                            |
| Carlos Alberto Betancur (1 jan.–20 ago.)      | 13 outubro 1989            | Acqua & Sapone (2012)                 |                            |
| Guillaume Bonnafond                           | 23 junho 1987              | Chambéry CF (2008)                    |                            |
| Mikaël Cherel                                 | 17 março 1986              | FDJ (2010)                            |                            |
| Maxime Daniel                                 | 5 junho 1991               | Sojasun (2013)                        |                            |
| Nico Denz (1 ago.–31 dez., trainee)           | 15 fevereiro 1994          | Chambéry CF (2014)                    |                            |
| Axel Domont                                   | 7 agosto 1990              | Chambéry CF (2012)                    |                            |
| Samuel Dumoulin                               | 20 agosto 1980             | Cofidis, le Crédit en Ligne (2012)    |                            |
| Hubert Dupont                                 | 13 novembro 1980           | RAGT Semences (2005)                  |                            |
| Ben Gastauer                                  | 14 novembro 1987           | Chambéry CF (2009)                    |                            |
| Damien Gaudin                                 | 20 agosto 1986             | Team Europcar (2013)                  |                            |
| Alexis Gougeard                               | 5 março 1993               | USSA Pavilly Barentin (2013)          |                            |
| Patrick Gretsch                               | 7 abril 1987               | Argos-Shimano (2013)                  |                            |
| Hugo Houle                                    | 27 setembro 1990           | SpiderTech-C10 (2012)                 |                            |
| Quentin Jauregui                              | 22 abril 1994              | Roubaix Lille Métropole (2014)        |                            |
| Blel Kadri                                    | 3 setembro 1986            | AG2R-La Mondiale (2008)               |                            |
| Pierre Latour                                 | 12 outubro 1993            | Chambéry CF (2014)                    |                            |
| Sébastien Minard                              | 12 junho 1982              | Cofidis, le Crédit en Ligne (2010)    |                            |
| Lloyd Mondory (1 jan.–31 ago., trainee, Nota) | 26 abril 1982              |                                       |                            |
| Matteo Montaguti                              | 6 janeiro 1984             | De Rosa-Stac Plastic (2010)           |                            |
| Rinaldo Nocentini                             | 25 setembro 1977           | Acqua & Sapone - Caffè Mokambo (2006) |                            |
| Jean-Christophe Péraud                        | 22 maio 1977               | Omega Pharma-Lotto (2010)             |                            |
| Domenico Pozzovivo                            | 30 novembro 1982           | Colnago-CSF Inox (2012)               |                            |
| Christophe Riblon                             | 17 janeiro 1981            | CC Nogent-sur-Oise (2004)             |                            |
| Sébastien Turgot                              | 11 abril 1984              | Team Europcar (2013)                  |                            |
| Johan Vansummeren                             | 4 fevereiro 1981           | Garmin-Sharp (2014)                   |                            |
| Alexis Vuillermoz                             | 1 junho 1988               | Sojasun (2013)                        |                            |
| François Bidard (1 ago.–31 dez., trainee)     | 19 março 1992              | Chambéry CF (2014)                    |                            |
| Romain Campistrous (1 ago.–31 dez., trainee)  | 16 julho 1992              | Occitane CF (2014)                    |                            |
| Florent Pereira (1 ago.–31 ago., trainee)     | 19 outubro 1993            | Pro Immo Nicolas Roux (2015)          |                            |
|                                               |                            |                                       |                            |
| Fontes: ProCyclingStats Cycling Quotient      |                            |                                       |                            |

Nota: Lloyd Mondory, fired for doping

## 2016
| Integrantes da equipe 2016                                | Integrantes da equipe 2016 | Integrantes da equipe 2016         | Integrantes da equipe 2016 |
| Ciclista                                                  | Data de nascimento         | Equipe anterior                    |                            |
| --------------------------------------------------------- | -------------------------- | ---------------------------------- | -------------------------- |
| Gediminas Bagdonas                                        | 26 dezembro 1985           | An Post-Sean Kelly (2012)          |                            |
| Jan Bakelants                                             | 14 fevereiro 1986          | Omega Pharma-Quick Step (2014)     |                            |
| Romain Bardet                                             | 9 novembro 1990            | Chambéry CF (2011)                 |                            |
| Julien Bérard                                             | 27 julho 1987              | Chambéry CF (2009)                 |                            |
| François Bidard                                           | 19 março 1992              | Chambéry CF (2015)                 |                            |
| Guillaume Bonnafond                                       | 23 junho 1987              | Chambéry CF (2008)                 |                            |
| Mikaël Cherel                                             | 17 março 1986              | FDJ (2010)                         |                            |
| Maxime Daniel                                             | 5 junho 1991               | Sojasun (2013)                     |                            |
| Nico Denz                                                 | 15 fevereiro 1994          | Chambéry CF (2015)                 |                            |
| Axel Domont                                               | 7 agosto 1990              | Chambéry CF (2012)                 |                            |
| Samuel Dumoulin                                           | 20 agosto 1980             | Cofidis, le Crédit en Ligne (2012) |                            |
| Hubert Dupont                                             | 13 novembro 1980           | RAGT Semences (2005)               |                            |
| Ben Gastauer                                              | 14 novembro 1987           | Chambéry CF (2009)                 |                            |
| Damien Gaudin                                             | 20 agosto 1986             | Team Europcar (2013)               |                            |
| Cyril Gautier                                             | 26 setembro 1987           | Team Europcar (2015)               |                            |
| Alexis Gougeard                                           | 5 março 1993               | USSA Pavilly Barentin (2013)       |                            |
| Patrick Gretsch                                           | 7 abril 1987               | Argos-Shimano (2013)               |                            |
| Hugo Houle                                                | 27 setembro 1990           | SpiderTech-C10 (2012)              |                            |
| Quentin Jauregui                                          | 22 abril 1994              | Roubaix Lille Métropole (2014)     |                            |
| Blel Kadri                                                | 3 setembro 1986            | AG2R-La Mondiale (2008)            |                            |
| Pierre Latour                                             | 12 outubro 1993            | Chambéry CF (2014)                 |                            |
| Sébastien Minard                                          | 12 junho 1982              | Cofidis, le Crédit en Ligne (2010) |                            |
| Matteo Montaguti                                          | 6 janeiro 1984             | De Rosa-Stac Plastic (2010)        |                            |
| Jean-Christophe Péraud                                    | 22 maio 1977               | Omega Pharma-Lotto (2010)          |                            |
| Domenico Pozzovivo                                        | 30 novembro 1982           | Colnago-CSF Inox (2012)            |                            |
| Christophe Riblon                                         | 17 janeiro 1981            | CC Nogent-sur-Oise (2004)          |                            |
| Jesse Sergent                                             | 8 julho 1988               | Trek Factory Racing (2015)         |                            |
| Sébastien Turgot                                          | 11 abril 1984              | Team Europcar (2013)               |                            |
| Johan Vansummeren                                         | 4 fevereiro 1981           | Garmin-Sharp (2014)                |                            |
| Alexis Vuillermoz                                         | 1 junho 1988               | Sojasun (2013)                     |                            |
| Benoît Cosnefroy (1 ago.–31 dez., trainee)                | 17 outubro 1995            | Chambéry CF (2016)                 |                            |
| Étienne Fabre (15 ago.–10 dez., trainee, Nota)            | 5 agosto 1996              | Chambéry CF (2016)                 |                            |
| Rémy Rochas (1 ago.–31 dez., trainee)                     | 18 maio 1996               | Chambéry CF (2016)                 |                            |
|                                                           |                            |                                    |                            |
| Fontes: ProCyclingStats Cycling Quotient Cycling Archives |                            |                                    |                            |

Nota: Étienne Fabre, morte

## 2017
| Integrantes da equipe 2017                                | Integrantes da equipe 2017 | Integrantes da equipe 2017                   | Integrantes da equipe 2017 |
| Ciclista                                                  | Data de nascimento         | Equipe anterior                              |                            |
| --------------------------------------------------------- | -------------------------- | -------------------------------------------- | -------------------------- |
| Gediminas Bagdonas                                        | 26 dezembro 1985           | An Post-Sean Kelly (2012)                    |                            |
| Jan Bakelants                                             | 14 fevereiro 1986          | Omega Pharma-Quick Step (2014)               |                            |
| Rudy Barbier                                              | 18 dezembro 1992           | Roubaix Métropole européenne de Lille (2016) |                            |
| Romain Bardet                                             | 9 novembro 1990            | Chambéry CF (2011)                           |                            |
| Julien Bérard                                             | 27 julho 1987              | Chambéry CF (2009)                           |                            |
| François Bidard                                           | 19 março 1992              | Chambéry CF (2015)                           |                            |
| Mikaël Cherel                                             | 17 março 1986              | FDJ (2010)                                   |                            |
| Clément Chevrier                                          | 29 junho 1992              | IAM Cycling (2016)                           |                            |
| Nico Denz                                                 | 15 fevereiro 1994          | Chambéry CF (2015)                           |                            |
| Axel Domont                                               | 7 agosto 1990              | Chambéry CF (2012)                           |                            |
| Samuel Dumoulin                                           | 20 agosto 1980             | Cofidis, le Crédit en Ligne (2012)           |                            |
| Hubert Dupont                                             | 13 novembro 1980           | RAGT Semences (2005)                         |                            |
| Julien Duval                                              | 27 maio 1990               | Armée de terre (2016)                        |                            |
| Sondre Holst Enger                                        | 17 dezembro 1993           | IAM Cycling (2016)                           |                            |
| Mathias Frank                                             | 9 dezembro 1986            | IAM Cycling (2016)                           |                            |
| Ben Gastauer                                              | 14 novembro 1987           | Chambéry CF (2009)                           |                            |
| Cyril Gautier                                             | 26 setembro 1987           | Team Europcar (2015)                         |                            |
| Alexandre Geniez                                          | 16 abril 1988              | FDJ (2016)                                   |                            |
| Alexis Gougeard                                           | 5 março 1993               | USSA Pavilly Barentin (2013)                 |                            |
| Hugo Houle                                                | 27 setembro 1990           | SpiderTech-C10 (2012)                        |                            |
| Quentin Jauregui                                          | 22 abril 1994              | Roubaix Lille Métropole (2014)               |                            |
| Pierre Latour                                             | 12 outubro 1993            | Chambéry CF (2014)                           |                            |
| Matteo Montaguti                                          | 6 janeiro 1984             | De Rosa-Stac Plastic (2010)                  |                            |
| Oliver Naesen                                             | 16 setembro 1990           | IAM Cycling (2016)                           |                            |
| Nans Peters                                               | 12 março 1994              | Chambéry CF (2016)                           |                            |
| Domenico Pozzovivo                                        | 30 novembro 1982           | Colnago-CSF Inox (2012)                      |                            |
| Christophe Riblon                                         | 17 janeiro 1981            | CC Nogent-sur-Oise (2004)                    |                            |
| Stijn Vandenbergh                                         | 25 abril 1984              | Etixx-Quick Step (2016)                      |                            |
| Alexis Vuillermoz                                         | 1 junho 1988               | Sojasun (2013)                               |                            |
| Aurélien Doleatto (28 jul.–31 dez., trainee)              | 20 março 1997              |                                              |                            |
| Kevin Geniets (1 ago.–31 dez., trainee)                   | 9 janeiro 1997             | Chambéry CF (2017)                           |                            |
| Clément Russo (1 ago.–31 dez., trainee)                   | 20 janeiro 1995            | Probikeshop Saint-Étienne Loire (2017)       |                            |
| Benoît Cosnefroy (1 ago.–31 dez., trainee)                | 17 outubro 1995            | Chambéry CF (2016)                           |                            |
|                                                           |                            |                                              |                            |
| Fontes: ProCyclingStats Cycling Quotient Cycling Archives |                            |                                              |                            |

## 2018
| Integrantes da equipe 2018               | Integrantes da equipe 2018 | Integrantes da equipe 2018                   | Integrantes da equipe 2018 |
| Ciclista                                 | Data de nascimento         | Equipe anterior                              |                            |
| ---------------------------------------- | -------------------------- | -------------------------------------------- | -------------------------- |
| Gediminas Bagdonas                       | 26 dezembro 1985           | An Post-Sean Kelly (2012)                    |                            |
| Jan Bakelants                            | 14 fevereiro 1986          | Omega Pharma-Quick Step (2014)               |                            |
| Rudy Barbier                             | 18 dezembro 1992           | Roubaix Métropole européenne de Lille (2016) |                            |
| Romain Bardet                            | 9 novembro 1990            | Chambéry CF (2011)                           |                            |
| François Bidard                          | 19 março 1992              | Chambéry CF (2015)                           |                            |
| Mikaël Cherel                            | 17 março 1986              | FDJ (2010)                                   |                            |
| Clément Chevrier                         | 29 junho 1992              | IAM Cycling (2016)                           |                            |
| Benoît Cosnefroy                         | 17 outubro 1995            | Chambéry CF (2017)                           |                            |
| Nico Denz                                | 15 fevereiro 1994          | Chambéry CF (2015)                           |                            |
| Silvan Dillier                           | 3 agosto 1990              | BMC Racing Team (2017)                       |                            |
| Axel Domont                              | 7 agosto 1990              | Chambéry CF (2012)                           |                            |
| Samuel Dumoulin                          | 20 agosto 1980             | Cofidis, le Crédit en Ligne (2012)           |                            |
| Hubert Dupont                            | 13 novembro 1980           | RAGT Semences (2005)                         |                            |
| Julien Duval                             | 27 maio 1990               | Armée de terre (2016)                        |                            |
| Mathias Frank                            | 9 dezembro 1986            | IAM Cycling (2016)                           |                            |
| Tony Gallopin                            | 24 maio 1988               | Lotto-Soudal (2017)                          |                            |
| Ben Gastauer                             | 14 novembro 1987           | Chambéry CF (2009)                           |                            |
| Cyril Gautier                            | 26 setembro 1987           | Team Europcar (2015)                         |                            |
| Alexandre Geniez                         | 16 abril 1988              | FDJ (2016)                                   |                            |
| Alexis Gougeard                          | 5 março 1993               | USSA Pavilly Barentin (2013)                 |                            |
| Quentin Jauregui                         | 22 abril 1994              | Roubaix Lille Métropole (2014)               |                            |
| Pierre Latour                            | 12 outubro 1993            | Chambéry CF (2014)                           |                            |
| Matteo Montaguti                         | 6 janeiro 1984             | De Rosa-Stac Plastic (2010)                  |                            |
| Oliver Naesen                            | 16 setembro 1990           | IAM Cycling (2016)                           |                            |
| Nans Peters                              | 12 março 1994              | Chambéry CF (2016)                           |                            |
| Stijn Vandenbergh                        | 25 abril 1984              | Etixx-Quick Step (2016)                      |                            |
| Clément Venturini                        | 16 outubro 1993            | Cofidis, Solutions Crédits (2017)            |                            |
| Alexis Vuillermoz                        | 1 junho 1988               | Sojasun (2013)                               |                            |
| Aurélien Paret-Peintre (1 ago.–31 dez.)  | 27 fevereiro 1996          | Chambéry CF (2018)                           |                            |
|                                          |                            |                                              |                            |
| Fontes: ProCyclingStats Cycling Quotient |                            |                                              |                            |

## 2019
| Integrantes da equipe 2019               | Integrantes da equipe 2019 | Integrantes da equipe 2019         | Integrantes da equipe 2019 |
| Ciclista                                 | Data de nascimento         | Equipe anterior                    |                            |
| ---------------------------------------- | -------------------------- | ---------------------------------- | -------------------------- |
| Gediminas Bagdonas                       | 26 dezembro 1985           | An Post-Sean Kelly (2012)          |                            |
| Romain Bardet                            | 9 novembro 1990            | Chambéry CF (2011)                 |                            |
| François Bidard                          | 19 março 1992              | Chambéry CF (2015)                 |                            |
| Geoffrey Bouchard                        | 1 abril 1992               | CR4C Roanne (2018)                 |                            |
| Mikaël Cherel                            | 17 março 1986              | FDJ (2010)                         |                            |
| Clément Chevrier                         | 29 junho 1992              | IAM Cycling (2016)                 |                            |
| Benoît Cosnefroy                         | 17 outubro 1995            | Chambéry CF (2017)                 |                            |
| Nico Denz                                | 15 fevereiro 1994          | Chambéry CF (2015)                 |                            |
| Silvan Dillier                           | 3 agosto 1990              | BMC Racing Team (2017)             |                            |
| Axel Domont                              | 7 agosto 1990              | Chambéry CF (2012)                 |                            |
| Samuel Dumoulin                          | 20 agosto 1980             | Cofidis, le Crédit en Ligne (2012) |                            |
| Hubert Dupont                            | 13 novembro 1980           | RAGT Semences (2005)               |                            |
| Julien Duval                             | 27 maio 1990               | Armée de terre (2016)              |                            |
| Mathias Frank                            | 9 dezembro 1986            | IAM Cycling (2016)                 |                            |
| Tony Gallopin                            | 24 maio 1988               | Lotto-Soudal (2017)                |                            |
| Ben Gastauer                             | 14 novembro 1987           | Chambéry CF (2009)                 |                            |
| Alexandre Geniez                         | 16 abril 1988              | FDJ (2016)                         |                            |
| Dorian Godon                             | 25 maio 1996               | Cofidis, Solutions Crédits (2018)  |                            |
| Alexis Gougeard                          | 5 março 1993               | USSA Pavilly Barentin (2013)       |                            |
| Jaakko Hänninen (1 ago.–31 dez.)         | 16 abril 1997              | EC Saint-Étienne Loire (2019)      |                            |
| Quentin Jauregui                         | 22 abril 1994              | Roubaix Lille Métropole (2014)     |                            |
| Pierre Latour                            | 12 outubro 1993            | Chambéry CF (2014)                 |                            |
| Oliver Naesen                            | 16 setembro 1990           | IAM Cycling (2016)                 |                            |
| Aurélien Paret-Peintre                   | 27 fevereiro 1996          | Chambéry CF (2018)                 |                            |
| Nans Peters                              | 12 março 1994              | Chambéry CF (2016)                 |                            |
| Stijn Vandenbergh                        | 25 abril 1984              | Etixx-Quick Step (2016)            |                            |
| Clément Venturini                        | 16 outubro 1993            | Cofidis, Solutions Crédits (2017)  |                            |
| Alexis Vuillermoz                        | 1 junho 1988               | Sojasun (2013)                     |                            |
| Larry Warbasse                           | 28 junho 1990              | Aqua Blue Sport (2018)             |                            |
|                                          |                            |                                    |                            |
| Fontes: ProCyclingStats Cycling Quotient |                            |                                    |                            |